# Aemilia crassa
Aemilia crassa är en fjärilsart som beskrevs av Walker 1865. Aemilia crassa ingår i släktet Aemilia och familjen björnspinnare. Inga underarter finns listade i Catalogue of Life.